# Páramotangara

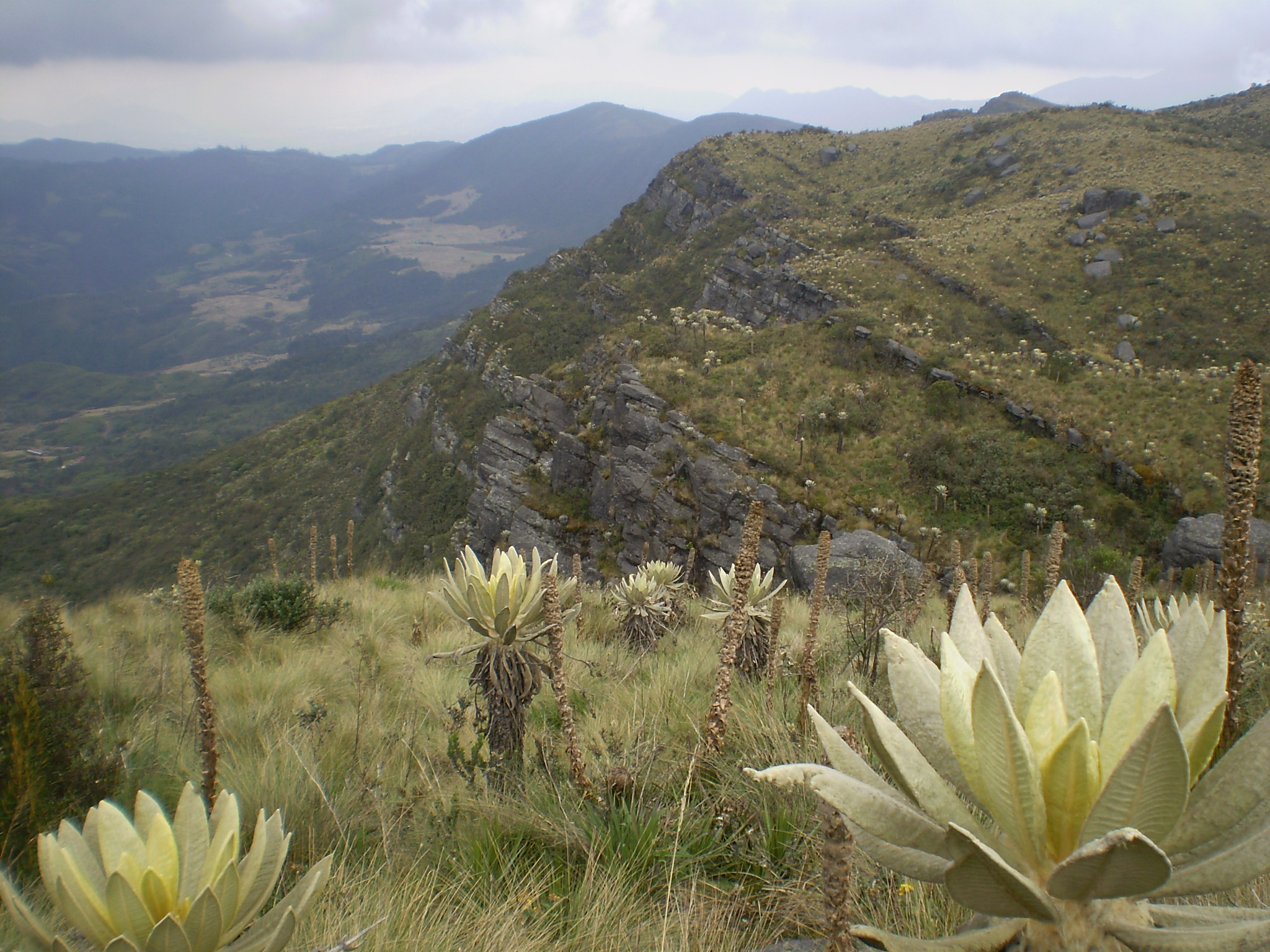
Fågeln har fått sitt namn av vegetationstypen páramo som hittas över trädgränsen i Anderna i norra Sydamerika och angränsande Centralamerika.

Páramotangara (Catamenia homochroa) är en fågel i familjen tangaror inom ordningen tättingar.

## Utseende
Páramotangaran är en finkliknande tangara. Hanen är mörkt skiffergrå, med svartare ansikte, kontrasterande ljusskär näbb och rostfärgade undre stjärttäckare. Honan är brunare och ljusare än hanen, med mörka streck på ryggen, men har likväl rostrött under stjärten och ljus näbb. 

## Utbredning och systematik
Páramotangara delas in i tre underarter med följande utbrednng:
- C. h. oreophila – förekommer i Sierra Nevada de Santa Marta (nordöstra Colombia)
- C. h. homochroa – förekommer i Anderna från Colombia till västra Venezuela, Ecuador, Peru och norra Bolivia
- C. h. duncani – förekommer i tepuis i södra Venezuela (Bolívar och Amazonas) och nordöstra Brasilien

### Familjetillhörighet
Liksom andra finkliknande tangaror placerades denna art tidigare i familjen Emberizidae. Genetiska studier visar dock att den är en del av tangarorna.

## Levnadssätt
Páramotangaran hittas oftast intill bambu vid buskiga skogsbryn i tempererad skog, upp till trädgränsen. Den ses enstaka, i par, eller i smågrupper, tillfälligtvis som en del av kringvandrande artblandade flockar som rör sig genom undervegetationen.

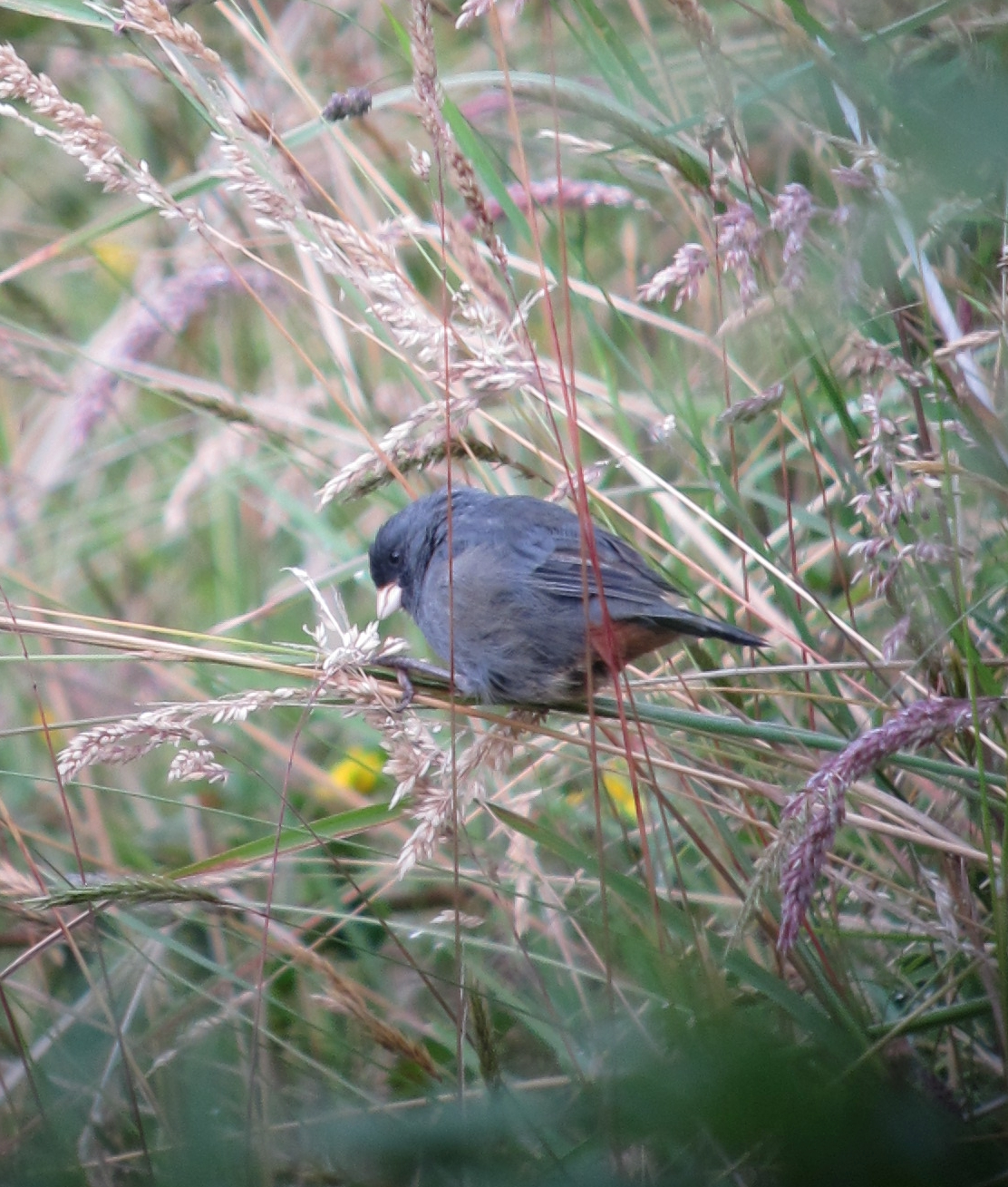

## Status
Arten har ett stort utbredningsområde och beståndet anses stabilt. Internationella naturvårdsunionen IUCN listar den därför som livskraftig (LC).

## Namn
Början av namnet kommer från vegetationstypen Páramo.